# Gorenja vas, Gorenja vas - Poljane
Gorenja vas je naselje v Sloveniji in središče Občine Gorenja vas - Poljane. Leta 2024 je imela približno 1.150 prebivalcev. 
Gorenja vas leži v Poljanski dolini okoli 16 km jugozahodno od Škofje Loke ob reki Sori in njenem desnem pritoku Brebovščici. Južni del vasi (nekdanja samostojna vas) se imenuje Trata, kjer je sedež župnije Trata - Gorenja vas. Južno od Gorenje vasi je zaselek Lajše, kjer se je rodil naravoslovec Ivan Regen, na severu Gorenje vasi pa se je nekoč nahajal zaselek Sestranska vas.

## Zgodovina
Ob okupaciji 1941 so Gorenjo vas najprej zasedle italijanske, nato pa nemške enote. V kraju je bila utrjena nemška orožniška postojanka, ki je bila izhodišče za bojne pohode proti partizanom. Postojanko so skušali partizani večkrat neuspešno uničiti, prvič poleti 1942, nato jeseni 1943, in še decembra 1944. V postojanki je bilo vedno preko 250 nemških orožnikov in polcistov ter domobrancev. Zaradi usmrtitve nemškega orožnika so 21. julija 1943 v Gorenji vasi ustrelili 10 talcev.
Gorenja vas je postala po koncu druge svetovne vojne z odprtjem manjših industrijskih obratov središčno naselje v dolini Poljanske Sore.

## Sakralni objekti
Župnijska cerkev je posvečena mučeništvu Janeza Krstnika. V 17. stoletju je bila sezidana na mestu nekdanje kapele. Prezidali so jo v 18. stoletju, ko so podaljšali ladjo, zazidali stranski kapeli ter ustvarili današnji zvonik in glavno pročelje. Ladjo in prezbiterij krasijo poslikave iz okoli leta 1700. Glavni oltar je v poznobaročnem slogu; večkrat predelan in ima slike Janeza Wolfa (1825–1884) in Matije Bradaška (1852–1915).